# Tyndalizace
Tyndalizace je typ přerušované sterilace, který v roce 1877 popsal britských lékař John Tyndall. Je určena pro sterilaci termolabilních roztoků bílkovin. Roztok bílkovin je zahříván ve vodní lázni po 30-60 minut při teplotě 56-58 °C. Tento postup je opakován tři dny po sobě. V současnosti se tato metoda moc nepoužívá a je nahrazena spíše filtrací, která je rychlejší a nehrozí zde ani riziko denaturace bílkovin.